# ساری‌سولی
ساری‌سولی یکی از روستاهای استان آذربایجان شرقی است که در دهستان نقدوز بخش فندقلو  شهرستان اهر واقع شده‌است.این روستا ۵۷۲ نفر جمعیت دارد.